# Přelštice
Přelštice (německy Schelsnitz) je malá vesnice, část obce Kájov v okrese Český Krumlov. Nachází se asi 1,5 km na západ od Kájova. Je zde evidováno 7 adres. Trvale zde žije 5 obyvatel.
Přelštice leží v katastrálním území Kladné o výměře 9,28 km².

## Historie
První písemná zmínka o vesnici pochází z roku 1440.